# محوطه گورش
محوطه گورش مربوط به دوران‌های تاریخی پس از اسلام است و در شهرستان خوی، بخش چایپاره، روستای گورش واقع شده و این اثر در تاریخ ۱۰ خرداد ۱۳۸۲ با شمارهٔ ثبت ۸۹۱۶ به‌عنوان یکی از آثار ملی ایران به ثبت رسیده است.